# Fluvoksamin
Fluvoksamin (Luvoks) je antidepresiv koji deluje kao selektivni inhibitor preuzimanja serotonina (SSRI). Fluvoksamin je prvo bio odobren od strane FDA 1993 za lečenje opsesivno kompulzivnog poremećaja. Fluvoksamin CR (kontrolisano oslobađanje) je odobren za lečenje socijalne fobije. Fluvoksamin se takođe propisuje za lečenje kliničke depresije i anksioznih poremećaja, kao što su generalizovani anksiozni poremećaj, panični poremećaj, i posttraumatski stresni poremećaj.

## Hemija
Fluvoksamin je jedan od samo dva SSRI liganda (zajedno sa alaproklatom) koje ima monocikličnu strukturu.